# Myka Relocate

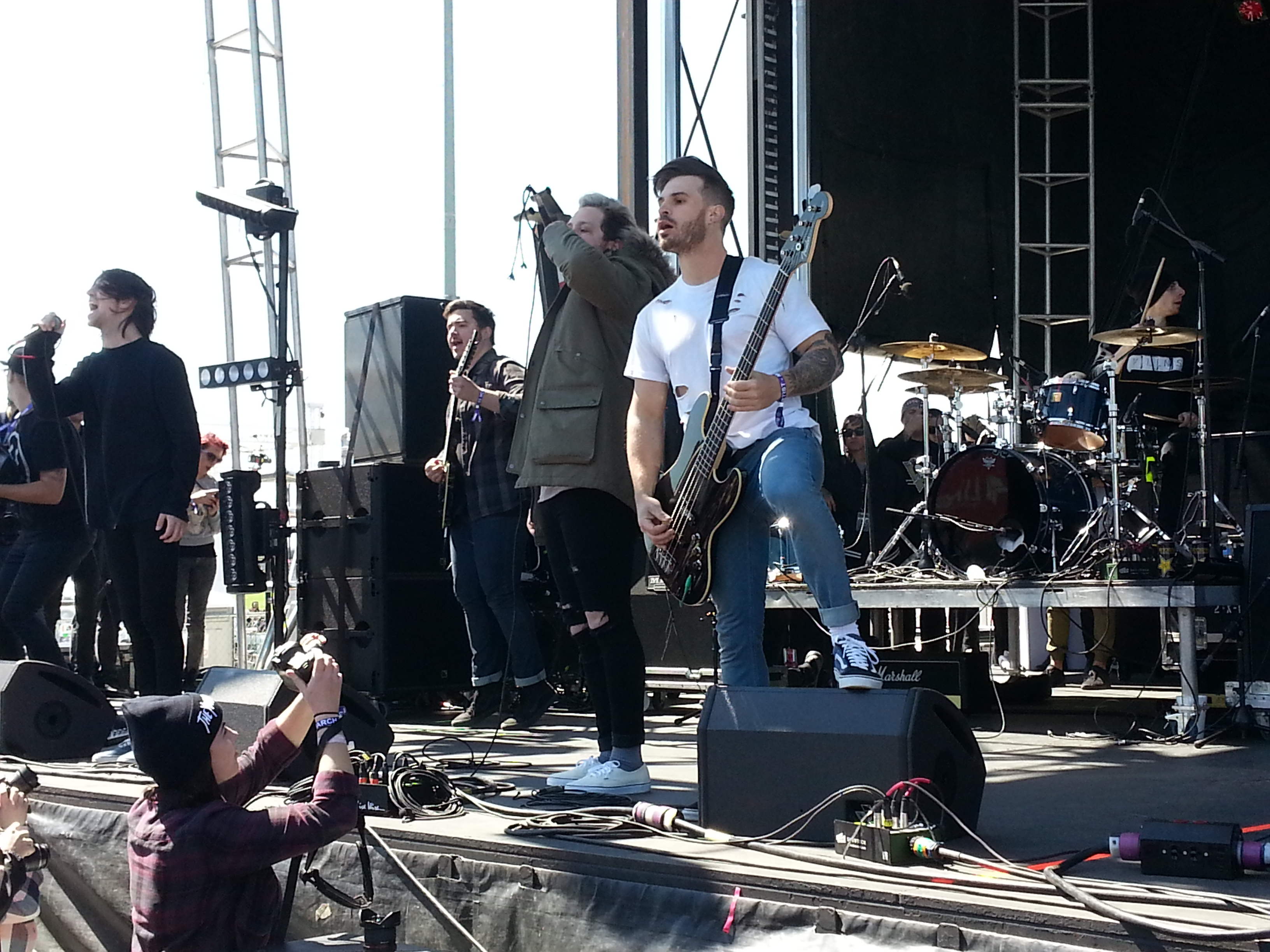
Myka Relocate

Myka Relocate est un groupe américain de metalcore provenant de Houston, Texas.

## Description
Formé en 2007, ils ont depuis leur formation publié deux studios albums, Lies to Light the Way en 2013 et The Young Souls en 2015,,,. Ils sont très appréciés pour l'habileté des deux vocalistes John Ritter et Michael Swank à alterner chant mélodique pop et screaming.

## Membres
Actuels
- Luck Burleigh – basse (2007–présent)
- Austin Dore – guitare, programmation (2007–présent)
- Josh Peltier – guitare (2007–présent)
- John Ritter – screaming vocaliste (2010–présent)
- Michael Swank – voix (2010–présent)
- Aaron Robertson – batterie (2013–présent)

Anciens membres
- Sam Albarado – batterie(2007–2013)

## Discographie
Albums
- Lies to Light the Way, Artery Recordings, 2013
- Young Souls, Artery Recordings, 2015